# Фантастоведение
Фантастове́дение (фантастикове́дение) — направление в науке, предметом внимания которого являются природа фантастического и особенности его воплощения на тех или иных этапах литературного процесса, в творчестве различных писателей. В широком смысле фантастоведение представляет собой отрасль гуманитарного знания, объектами изучения которой являются фантастическая литература, кино, видеоигры, комиксы, архитектура, скульптура и др.
Произведения, содержащие фантастические элементы, создавались на протяжении всей истории литературы, однако, по-видимому, лишь в XX веке (в особенности его второй половине) впервые возникло такое количество объектов, которое потребовало описания, изучения.

## Особенности фантастоведения как науки
Фантастоведение изучает фантастику как феномен культуры, её прошлое, настоящее и будущее, характер её связей с остальной литературой, литературным процессом, искусством в целом и обществом. Фантастоведение охватывает не только литературный, но и лингвистический, искусствоведческий и социально-философский аспекты, для него характерна ярко выраженная культурологическая составляющая.
Как сфера социогуманитарного познания фантастоведение имеет определённую структуру, складывавшуюся длительное время и отражавшую развитие самой научной фантастики (НФ) в социокультурном пространстве модерна и постмодерна. При рассмотрении этой структуры выявляются определённые элементы, формирующиеся вследствие развития фантастики как многомерного, полифункционального социокультурного феномена.
Приоритетное место среди гуманитарных наук, изучающих фантастику, занимают филологические науки — это связано с тем, что длительное время литература была превалирующей сферой проявления фантастики. Филология занимается рассмотрением жанровых особенностей фантастических произведений; отслеживанием путей развития литературной фантастики; изучением творчества конкретных писателей-фантастов; выявлением лингвистических и структурно-семантических особенностей фантастических произведений. Исследуются также фантастические элементы в творчестве нефантастов, онтология фантастики (мир мифологии, сказок и их связь с НФ), поэтика НФ, существенную роль играет библиографоведение НФ.

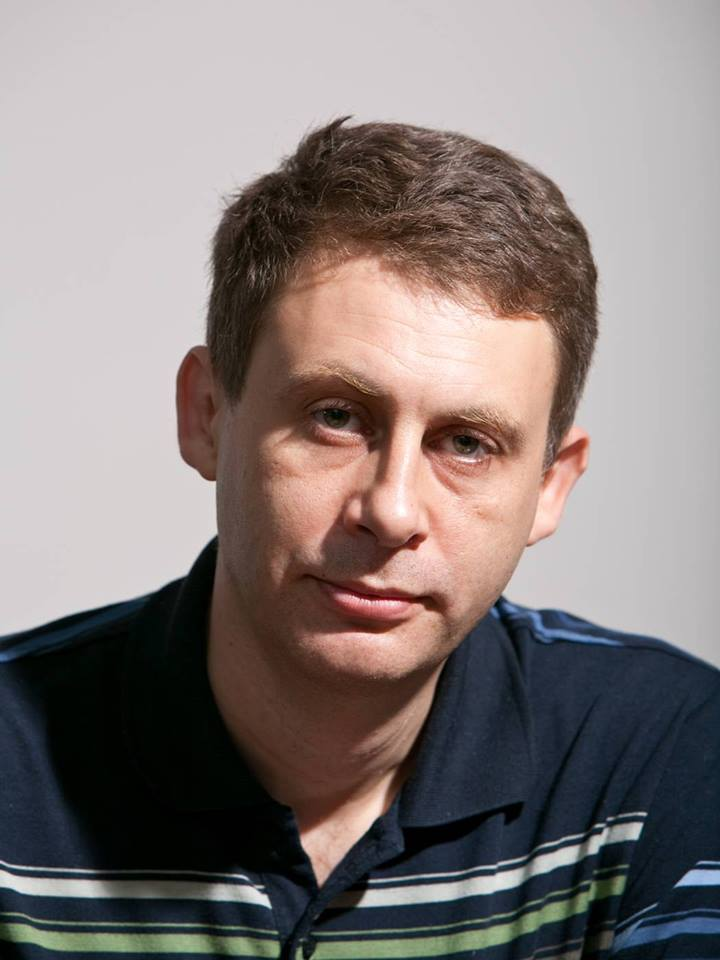
Константин Фрумкин — философ и культуролог, которому принадлежат работы о фантастике

Фантастоведение начинается прежде всего с истории научной фантастики. Но изучение «твёрдой» НФ неминуемо распространялось на «сопутствующие» формы: утопию, фэнтези, неомиф, сказочную фантастику и др. С другой стороны, в развитии фантастоведения немалую роль сыграло обращение к феномену НФ исследователей утопии, вторичных мифов и т. п. Это направление развития фантастоведения проявлялось в обобщающих исторических очерках, сосредоточивалось на обобщении достижений отдельных периодов развития НФ, делало акцент на особенностях развития НФ в различных социокультурных контекстах, специфических признаках НФ-традиций в национальных литературах разных стран.
Сферой взаимодействия фантастоведения с философией (онтологией, социальной философией, эпистемологией и др.), социологией, культурологией, историей науки и техники является теория научной фантастики. Весомость философской составляющей фантастоведения обусловлена тем, что НФ работает с философскими категориями (пространство, время, материя, разум и др.), которые в то же время являются универсалиями культуры Философия в большей мере, чем изучением фантастического, занимается анализом категорий, из которых оно проистекает: воображения и фантазии. Теория НФ в рамках фантастоведения даёт возможность интерпретации феномена НФ с различных методологических позиций — постмодернистской философии, философии марксизма, структурализма, позитивистско-сциентистского подхода и др. Различные моменты проблемы фантазии и фантастического рассматривают журналистика, литературоведение, искусствоведение, культурология, социология, психология, педагогика, футурология. Киноведение изучает историю и теорию кинофантастики, один из предметов изучения искусствоведения — фантастическая живопись. В рамках социологических исследований предметом изучения может быть, например, фэндом — группа людей, увлечённых фантастикой, сформировавших свою субкультуру. Культурология занимается синтезом и обобщением достижений разных наук и сосредоточивается на комплексном изучении явления.
В структуре фантастоведения важным сектором является исследование отдельных тем научной фантастики: астрономическо-космологических, биологических, антропологических, социально-философских, исторических. Это проблемное поле фантастоведения в значительной мере находится вне рамок литературоведения. Представляет интерес и формирование «фантастической маринистики», «фантастической (гуманитарной) космонавтики», «фантастической антропологии» и так далее как самостоятельных культурных феноменов. Они составляют значительный массив статей, монографий, имеющих также ярко выраженную не только литературоведческую, но и философскую, культурологическую составляющие.
Синтезом вышеназванных направлений развития фантастоведения являются персоналии, посвящённые биографиям и творчеству отдельных представителей НФ. По своему содержанию эти работы могут быть выполнены на разных уровнях осмысления НФ как феномена культуры — от чисто теоретических, иногда историософских, до популярных, иногда посвящённых отдельным юбилейным датам, мемориальных.

## История западного фантастоведения

### Возникновение и становление

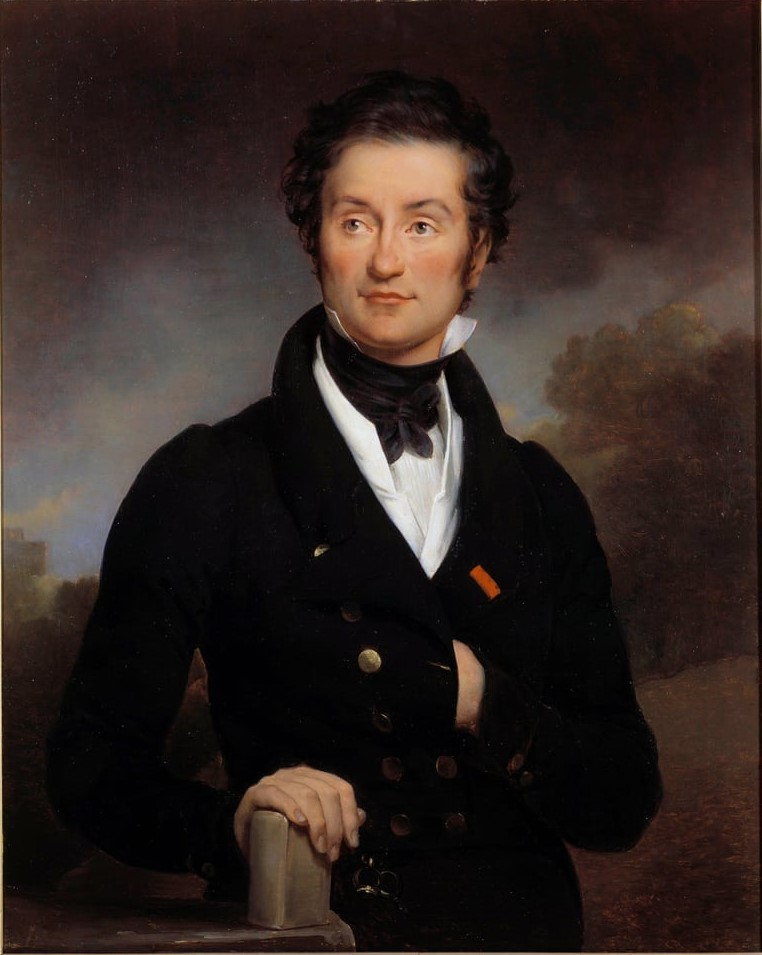
Шарль Нодье, первым предложивший термин «фантастика»

Первыми проявили интерес к понятию фантастического представители романтизма, признав это понятие одной из центральных категорий философско-эстетического осмысления мира. В манифестах романтиков нашли отражение некоторые стороны поэтики фантастического. Романтики изучали фантастику как как особый тип художественного сознания, особый тип литературных форм и приёмов. Термин «фантастика» ввёл Шарль Нодье, французский критик, написавший пионерскую фантастоведческую работу — статью «О фантастическом в литературе» (1830). В трудах Ф. Шлегеля, Новалиса, Жан Поля, Ф. В. Й. Шеллинга, С. Т. Кольриджа, Ш. Нодье был намечен подход, в соответствии с которым понятие фантастического не распространялось на всю сферу эмпирически невозможного, а концептуально отделялось от других принятых в эстетике того времени категорий (чудесного, магического и т. п.). Рассуждения о сущности и назначении фантастического в искусстве присутствуют в трудах Э. Т. А. Гофмана.
Понятие научной фантастики предложил Хьюго Гернсбек, который описал историю НФ и предложил перечень канонических авторов (Г. Уэллс, Э. А. По, Ж. Верн, Дж. Свифт, Э. Беллами, А. Меррит, Ф. Годвин и др.), чьи тексты не раз издавал в ряде своих журналов с обозначением жанра научной фантастики. Однако он использовал термин Scientifiction, который впервые напечатал в установочном номере издаваемого им журнала Amazing Stories (апрель 1926 года) и последовательно использовал в своих изданиях. Распространения термин не получил или использовался в ироническом смысле (например, Клайвом Льюисом). Современное понятие Science fiction (и его сокращение НФ — Sci-Fi) ввёл в широкий оборот редактор и активист фэндома Форрест Акерман.
Широко публиковаться фантастические произведения начали в конце 1920-х годов в США, вслед за тем стали появляться и отклики на эти произведения. Первоначально критика носила характер самодеятельный и публицистический: к ней относились вступительные статьи самих писателей, редакторов, издателей и любителей фантастики — последние начали издавать собственные журналы (фэнзины), где публиковали критику и толкования фантастических произведений. В  поле зрения отдельных исследователей оказывались лишь наиболее крупные из писателей-фантастов, например Ж. Верн, Г. Уэллс, М. Шелли и др.
Как фантастоведческая работа особенно ценен труд Дж. Р. Р. Толкина «О волшебных историях», в котором автор теоретически обосновывает природу фантазии и специфику фантастического.
В англоязычной традиции окончательное становление фантастоведения (англ. science fiction studies) связано с возникновением специализированных научных журналов. Первый из них — Extrapolation — возник в конце 1950-х годов. До 1960—1970-х годов интерес к проблеме фантастического возникал спорадически. Лишь в 1960—1970-е годы, после выхода работ Р. Кайуа, С. Лема и, в особенности, Ц. Тодорова этот интерес приобрёл устойчивый характер. Именно данные работы заложили основы современного представления о фантастическом искусстве, коренным образом повлияв на западные исследования фантастического (прежде всего на литературоведческие работы Э. Рабкина, У. Ирвина, Р. Джексон). Расцвет, прорыв в теории научной фантастики произошёл в 1970-е годы.
Одним из ключевых направлений фантастоведения является поиск жанровой идентичности. В рамках фантастоведения, как и в рамках жанрологии в целом, исторически выделяются три основных подхода: эссенциалистский, структурный и прагматический. Условно эти три подхода соответствуют трём уровням грамматики языка: синтаксису (эссенциализм), семантике (структурализм) и прагматике (прагматический, он же коммуникативный, подход).

### Эссенциалистский подход
Описывая эволюцию жанра с эссенциалистской точки зрения, исследователи стремятся, с одной стороны, рассматривать научную фантастику как отражение внешних социально-политических и идеологических изменений, с другой же — на основании общих содержательных и структурных свойств выстраивать тексты в синтаксические ряды. Так, А. Робертс в одном из показательных для эссенциалистского подхода труде «История научной фантастики» (2005) утверждает, что фантастика возникла на разломе двух мировоззренческих парадигм: протестантского рационального посткоперниканского сознания и католической теологии и мистицизма. Рассматривая историю научной фантастики с этой точки зрения, А. Робертс выстраивает цепочку текстов, представляющих жанр, а культурные корни НФ отыскивает в литературе античности.
К самым значимым трудам по истории научной фантастики из числа написанных в русле эссенциализма относятся, в частности, «Новые карты ада» К. Эмиса (1960), «Исследователи бесконечного» С. Московица (1963), «Пикник на миллиард лет» Б. Олдисса (1973), «Научная фантастика: ранние годы» Э. и Р. Блейеров (1990), «Научный роман в Британии, 1890—1950» Б. Стэблфорда (1985), «Научная фантастика до 1900 года» П. Олкона (2002).
Основное достижение эссенциалистского подхода заключается в том, что благодаря ему научная фантастика была выведена из литературного «гетто» и сделана частью общекультурного мирового контекста. Долгое время в англоязычном мире считалось, что научная фантастика зародилась в США в 1920-е годы XX века на страницах дешёвых литературных журналов, была жанром массовой литературы и не заслуживает пристального внимания серьёзных учёных. Эссенциалистский подход связал историю научной фантастики с историей реалистической («миметической») литературы, выявив между ними типологическое сходство и общность магистральных линий развития. В рамках марксистского эссенциализма ценность НФ и её право на собственную историю можно оправдать только выявляющимся сходством с образцами литературы реализма, в результате научная фантастика теряет свою жанровую специфику.
В 1973 году учёные Д. Сувин и Р. Д. Маллен создали журнал Science Fiction Studies. Ведущий идеолог журнала Д. Сувин, являющийся представителем марксистского направления литературоведения, сильно повлиял на идеологическую направленность журнала. Тем не менее его авторами стали в том числе и учёные, представляющие также другие методологии, направления и школы.

### Структурный подход
В рамках структурного подхода тексты рассматриваются в структурно-функциональном аспекте как замкнутые в себе знаковые системы, значительное внимание при этом уделяется языковой организации текстов, природу научной фантастики усматривают в особой языковой модальности письма. В основу структурного анализа НФ легло построение теории фантастического на языковой модальности выдумки и природе художественного вымысла, что нашло отражение в работах Р. Скоулза, Дж. Слассера, Э. Рэбкина и др. Согласно Р. Скоулзу, одному из наиболее заметных представителей структурного направления фантастоведения, в научной фантастике «традиция литературы предположений (speculative fiction) преображается взглядом на Вселенную как на систему систем, структуру структур, а научные достижения прошлого принимаются за точку отсчёта для построения фикциональных миров; структурная фабуляция не является научной по своему методу, она не замещает настоящую науку, но представляет собой мысленный эксперимент над человеком, помещённым в вымышленные ситуации, проектирование которых проводилось с учётом современных достижений науки». В рамках данного направления научная фантастика считается ориентированной на саму себя структурой, а наука — её фундаментом для создания фикциональных миров.

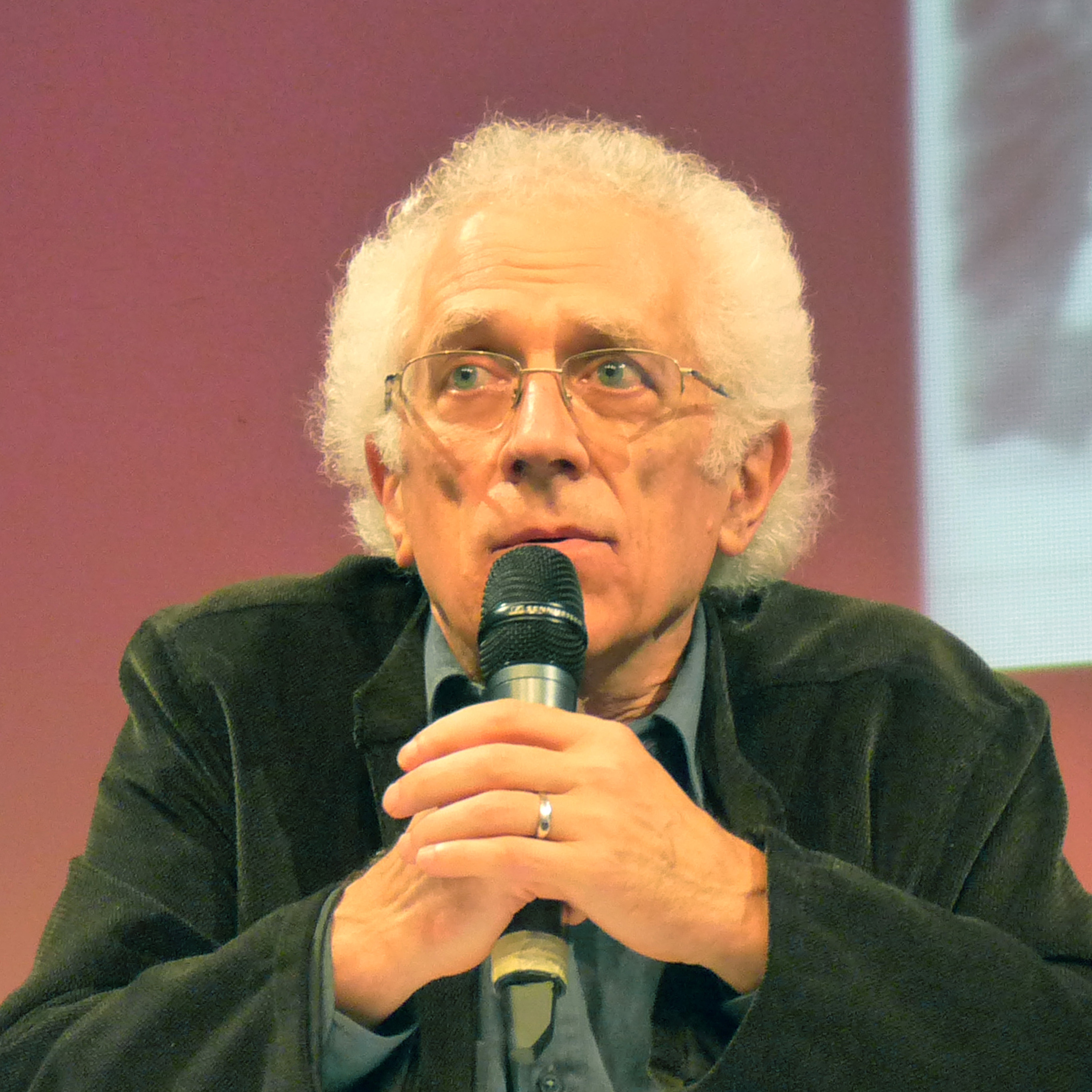
Цветан Тодоров, представитель структурного подхода

Структурный подход в фантастоведении сформировался в 1970-е годы, при этом доминировала французская структуральная школа, оказавшаяся очень весомой в академическом сообществе. Книга Цветана Тодорова «Введение в фантастическую литературу» (1970) явилась эталонным исследованием фантастики с позиций структурализма, стала широко известной среди исследователей. Но, несмотря на авторитетность этого исследователя в академическом сообществе, его книгу резко критиковал Станислав Лем, тоже разрабатывавший структурный подход к НФ. В 1973 году в польском журнале «Тексты» и в 1974 году в англоязычном журнале Science Fiction Studies была напечатана статья Лема «Фантастическая теория литературы Цветана Тодорова». Ранее первый номер Science Fiction Studies перепечатал другую статью Лема, в которой нашла отражение его собственная теория структурного анализа научной фантастики. На страницах этого журнала в 1975 году разгорелась бурная полемика между приверженцами Ц. Тодорова (Р. Скоулзом и Р. Астлом) и С. Лемом, одним из результатов которой стало исключение С. Лема из числа участников Американской ассоциации фантастоведов (англ. Science Fiction Research Association).
Структурный подход, представители которого уделяли основное внимание анализу отдельных структур, не смог исследовать научную фантастику в её динамике — становлении и развитии. Исследования истории НФ, принадлежащие перу теоретиков структурного метода, в действительности являются эссенциалистскими по сути (как, например, глава Дж. Слассера о происхождении жанра в книге «A Companion to Science Fiction»). Между тем на фантастоведов повлияли дискурсологические исследования коммуникативной природы литературы, что отразилось в том числе в прагматическом подходе к жанрологии.

### Прагматический подход
В рамках прагматического подхода научно-фантастический жанр определяется как то, что опознаётся в качестве такового читателем. Жанр НФ (рассматриваемый как эффект или, пользуясь терминологией М. М. Бахтина, как «фактор художественного впечатления») является с точки зрения сторонников прагматического подхода литературной формой, находящейся полностью во власти рецептивной компетенции читателя. При этом читатель интуитивно откликается и опознаёт жанровый эффект, для выполнения процедуры опознания жанра не нуждаясь в строгой жанровой дефиниции.
Так, исследователь Дж. Ридер в работе «Колониализм и становление научной фантастики» (2008), в основном выполненной с марксистской точки зрения, интерпретирует возникновение жанра научной фантастики всё же с прагматических позиций: этот жанр, как считает Ридер, представляет собой «слияние набора жанровых ожиданий в узнаваемое условие производства и рецепции, которое позволяет авторам и читателям подходить к отдельным текстам как к образцам того типа литературы, который в 1920-е годы и позже стал называться научной фантастикой». Г. Уэстфал в монографии «Механизмы чуда» (1998) пишет: «Литературные жанры появляются в истории по одной причине — кто-то заявляет, что некий жанр существует, и убеждает писателей, издателей и критиков в своей правоте». По мнению Уэстфала, жанр научной фантастики не «родился» в одном или нескольких произведениях, а возник как следствие применения к ряду ранее написанных произведений нового жанрового наименования и введения его в употребление читателями, авторами и критиками. Таким образом, сам факт жанровой номинации представляет собой риторическое действие, направленное на включение обозначаемого произведения в новый жанровый контекст.
В идеологическом плане прагматическому подходу присущ междисциплинарный характер: он заимствует методы анализа у филологии, социологии, социологии литературы и культурологии. В частности, в рамках жанровой прагматики используется понятие сообщества, или дискурсивного сообщества, характерное в большей мере для социологии, чем для филологии, где оно нечасто становится объектом анализа, поскольку филология традиционно работает с понятием индивидуального читателя. Но категория сообщества оказывается полезной для изучения динамической, исторически и контекстно обусловленной природы жанров, в том числе жанра научной фантастики.

## История российского и советского фантастоведения

### Дореволюционный период

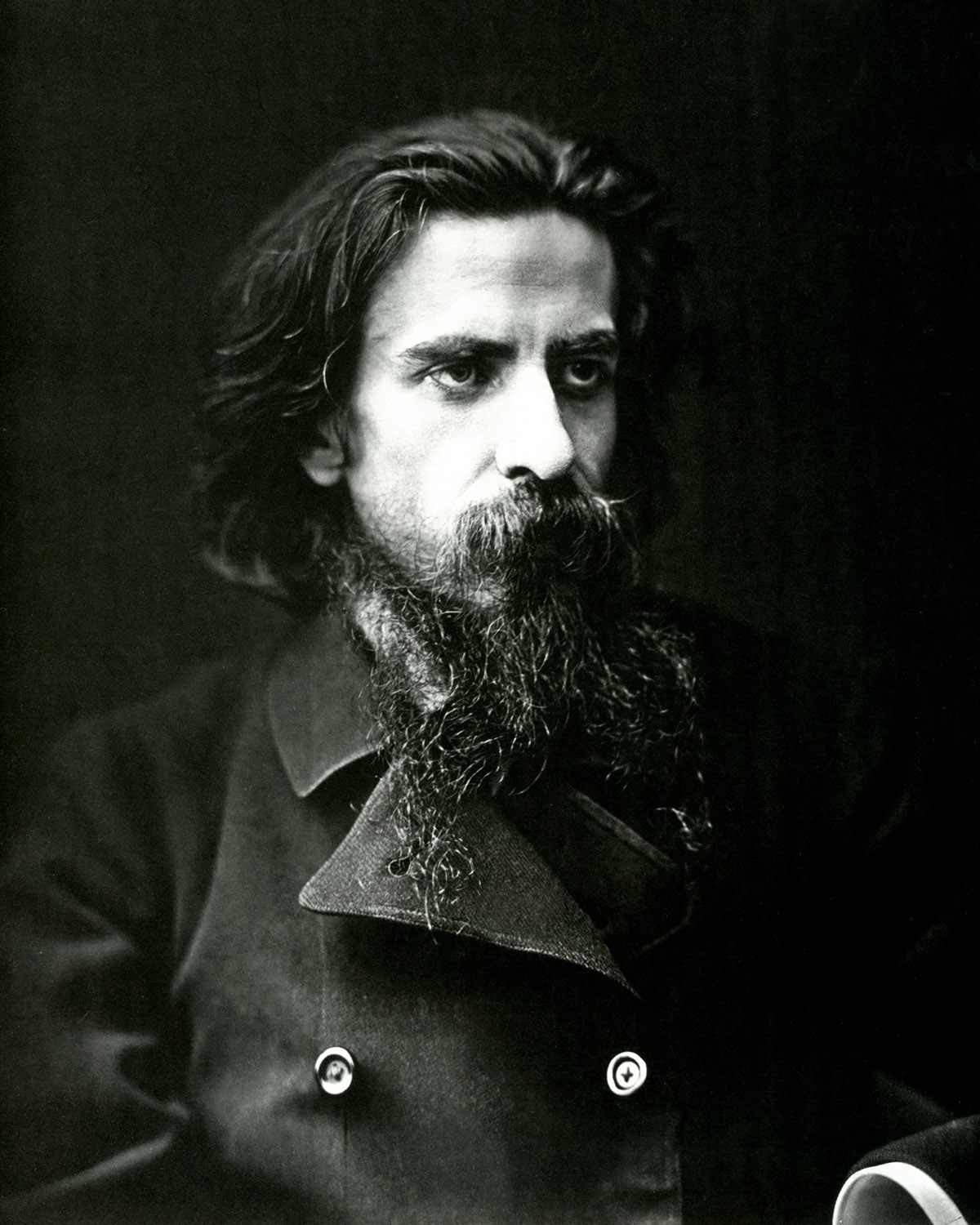
Владимир Соловьёв, поэт, публицист и литературный критик, философ

В литературе XIX века фантастическая проза сначала почти не выделялась из общелитературного процесса, поэтому специальных работ, посвящённых ей, в России не было, хотя сам термин «фантастика» возник в начале XIX века. Тем не менее присутствовал интерес к теории фантастического, выразившийся в рефлексии по поводу фольклорной и литературной сказки, в спорах за фантастику и против неё русских гофманистов. В этом столетии рационализм и установка на реализм и эмпиризм в искусстве побуждали многих критиков отрицательно оценивать фантастическое. Так, В. Г. Белинский хотя и благосклонно отзывался о фантастике Гофмана, Гоголя, Одоевского, резко негативно оценивал фантастику в статье «Взгляд на русскую литературу 1846 года». К числу немногих выступавших против тенденции отрицания фантастики относился Ф. М. Достоевский, который в рецензии на три рассказа Э. По изложил собственную концепцию фантастического.
Свой вклад в теорию фантастического внёс Владимир Соловьёв в предисловии к повести А. К. Толстого «Упырь» и в рецензии на сборник рассказов С. Норманского «Оттуда». Суждения о фантастическом в искусстве принадлежат также И. Ф. Анненскому. Концепцию Владимира Соловьёва позднее развил литературовед Борис Томашевский, связавший технику фантастического повествования реалистическими мотивировками. Идеи Томашевского повлияли на работы Юрия Манна и Цветана Тодорова, идеи Анненского — на труды Евгения Неёлова.
К концу XIX века начали публиковаться статьи, главным образом полемического характера, о нужности или ненужности фантастики в русской литературе. Специфическое отношение критиков того периода к фантастике проявилось в статье П. В. Засодимского «Значение фантастического элемента в детской литературе», автор которой настаивал на исключении из детского чтения всякой небывальщины и сказок.
В 1909 году была опубликована статья В. Я. Брюсова «Испепелённый. К характеристике Гоголя», которую можно рассматривать как пионерскую работу. В этой статье поэт характеризует Н. В. Гоголя как романтика и фантаста.

### 1920—1940-е годы
Бурное развитие НФ в СССР в 1920-е годы благоприятствовало развитию критики, а затем и библиографии фантастики. Феномен НФ в официальной критике рассматривается в этот период очень упрощённо — как «дополнение» к науке, а оценки были, кроме редких исключений, негативными. В 1920—1930-е годы на страницах литературно-художественной периодики велись дискуссии о проблемах научной фантастики, совершались попытки научного обоснования жанра. В критике начинают активно работать писатели-фантасты, в том числе Александр Беляев, Абрам Палей.
В начале 1920-х годов опубликованы и первые серьёзные работы литературоведческого и библиографического содержания. Первопроходцем тут был Евгений Замятин, который не только анализировал творчество Г. Д. Уэллса, но и пытался выявить специфику фантастического. Так, в 1920 году вышла статья Евгения Замятина «Г. Д. Уэллс». В 1922 году опубликована небольшая монография «Русский утопический роман» Владимира Святловского, в том же году — «Каталог утопий» того же автора. В монографии «Проблемы поэтики Достоевского», вышедшей в 1929 году, Михаил Бахтин отслеживает генезис «литературной фантастики», а Владимир Пропп исследует структуру волшебной сказки в труде «Морфология сказки» (1928). Первая чисто библиографическая работа, написанная с учётом художественной специфики научной фантастики, вышла в 1923 году в журнале «Казанский библиофил» — «Уэллс на русском языке и русская литература о нем: 1895—1922 годы» В. Детякина.
В конце 1920-х — начале 1930-х годов публиковался цикл статей Абрама Палея: «Советская научно-фантастическая литература» (1929), «Серьёзный прорыв на литературном фронте (К вопросу о научно-фантастической художественной литературе)» и пр. В 1930-е годы печатались развёрнутые манифесты Александра Беляева: «Создадим советскую научную фантастику», «Золушка. О научной фантастике в нашей литературе».
В послевоенные годы авторов, пишущих о фантастике, больше всего интересовали две темы: наукообразие, правдоподобность описанных в фантастических произведениях открытий и изобретений и то, соответствуют ли образы книжных персонажей кодексу строителя коммунизма. Характерны такие названия, как «Научно-фантастическая техника начинающих писателей», «Научные романы жюльверновского типа», «Астрономия в научно-фантастической литературе».

### 1950—1980-е годы
Лишь в середине 1950-х годов в прессе нашли отражение первые самостоятельные мнения, которые будут представлять интерес и в дальнейшем не только для историков литературы. Возрастал интерес к НФ представителей академической науки, причём это проявлялось как обращением к классике, так и возникновением теоретической составляющей фантастоведения. В 1950—1960-е годы выпущены книги Евгения Брандиса «Жюль Верн. Жизнь и творчество», «Советский научно-фантастический роман», «Мир будущего в научной фантастике» (последняя из них написана в соавторстве с Владимиром Дмитревским). Печатались десятки обзорных и аналитических статей Брандиса о советской и зарубежной научной фантастике. В 1954 году вышли аналитические статьи Юлия Кагарлицкого о Герберте Уэллсе, позже лёгшие в основу биографической книги о писателе (1963), а в 1974 году опубликована новаторская книга Кагарлицкого «Что такое фантастика?», в которой рассматривалось развитие фантастики от античности до второй половины XX века. До этого таких исследований в СССР ещё не существовало.

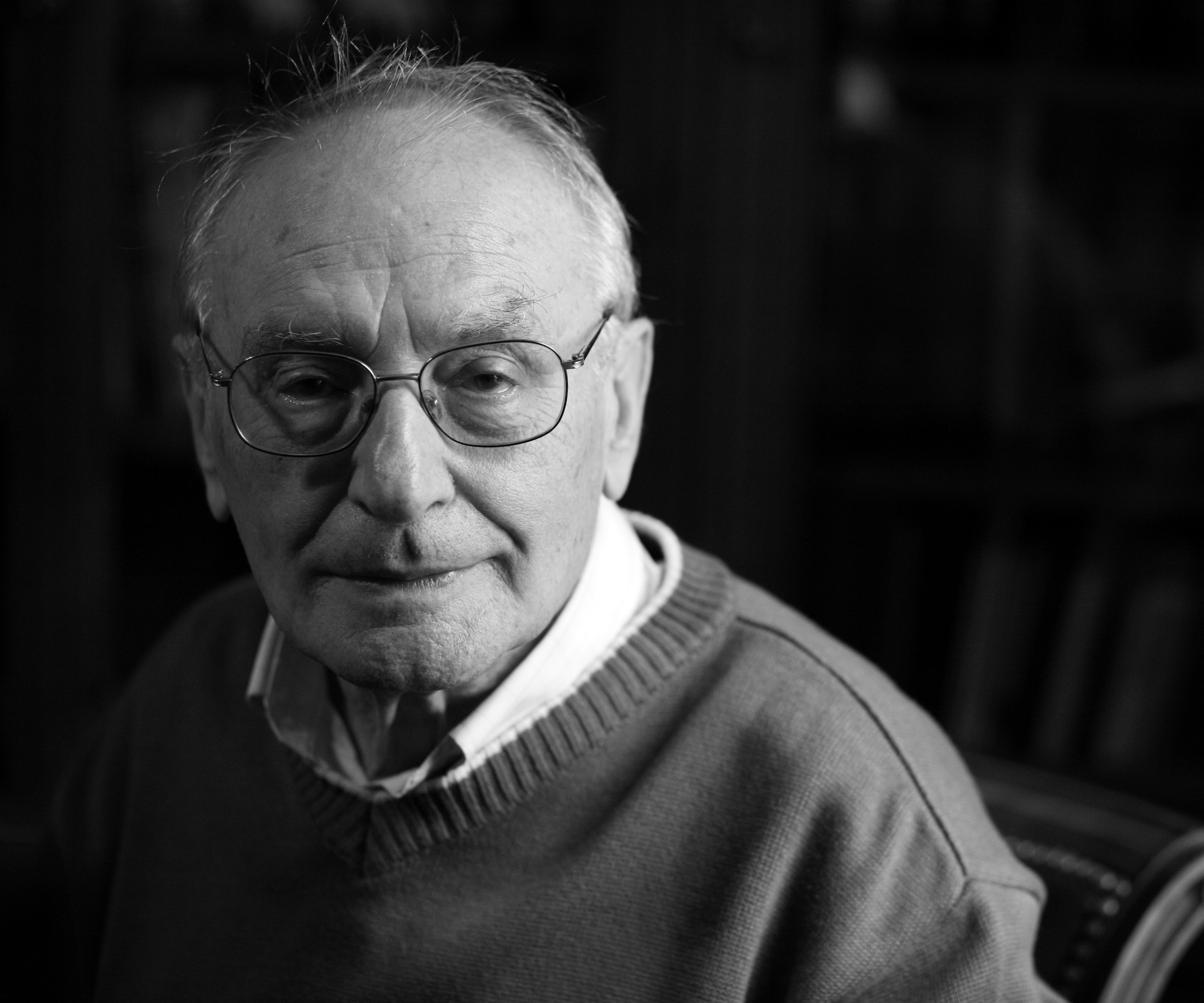
Юрий Манн, один из ведущих советских и российских литературоведов

Многочисленные дискуссии о фантастике на страницах периодических изданий свидетельствуют о популярности НФ в СССР на рубеже 1950—1960-х годов. Развитие самой НФ отразилось на фантастоведении: началось серьёзное, многоаспектное изучение не только фантастической литературы, но и НФ-живописи, НФ-киноискусства, что вывело фантастоведение в сферу если не академической культурологии (которая в тот период, по сути, отсутствовала), то культурологической парадигмы, формировавшейся в это время.
В 1960-е годы наблюдался расцвет советского фантастоведения. Писатель, переводчик и журналист Рафаил Нудельман пишет работы об Александре Беляеве, Стругацких, Леме, Рэе Брэдбери. Публикует статьи о фантастике Анатолий Бритиков; в 1965 году вышли три его больших работы: «Зарождение советской научной фантастики», «НФ социальный роман о будущем» и «Эволюция научно-фантастического романа», а в 1970 году — фундаментальная и не имеющая аналогов монография «Русский советский научно-фантастический роман», переиздание которой выпущено в 2005 году. Широкий жанровый и тематический диапазон фантастической литературы исследовал писатель Георгий Гуревич в книге «Карта страны фантазий» (1967). В 1969 году опубликована статья Юрия Манна «Фантастическое и реальное у Гоголя», а в 1978 году — его же монография «Поэтика Гоголя». Концепция Манна, разработанная им типология и поэтика фантастического у Гоголя значительно повлияли на русское фантастоведение в целом.
В 1960—1970-е годы публиковались такие авторы, как Б. Ляпунов, А. Громова, В. Бугров, А. Осипов, К. Андреев, А. Урбан, Н. Чёрная и др. Они создавали теоретические и историко-критические работы обобщающего характера. Дальнейшему развитию фантастоведения способствовали публикации писателей: И. Ефремова, Г. Альтова и В. Журавлёвой, А. и Б. Стругацких, Д. Биленкина, Е. Парнова и др.
С 1960-х годов отмечается всплеск интереса к НФ не только литературоведов и критиков, но и философов (К. Шудря, Е. Пармон), социологов (Э. Араб-Оглы, И. Бестужев-Лада, К. К. Жоль), этнографов (Ю. В. Бромлей), политологов (Г. Шахназаров).

Юлий Кагарлицкий, литературный критик, историк научной фантастики

В 1970—1980-е годы к фантастике начала проявлять больший, чем прежде, интерес академическая наука. Ещё в 1968 году защищена первая кандидатская диссертация по НФ-тематике — «Научно-фантастическая проза И. Ефремова» Е. П. Званцевой и первая диссертация по общим проблемам современной советской научной фантастики — «Пути развития научно-фантастического жанра в советской литературе» сирийца К. С. Дхингра. В 1970-е годы защищены первые докторские диссертации о фантастике: «Герберт Джордж Уэллс» (Ю. И. Кагарлицкий, 1971), «Сатирические утопии К. Чапека» (С. В. Никольский, 1971). В 1980—1990-е годы преобладали работы о научной фантастике Европы и США и об антиутопии: «Современный фантастический рассказ Великобритании: 50—70-е годы» (Н. М. Кубатиева, 1980), «Творчество Джеймса Грэма Балларда. К вопросу о специфике художественного метода» (В. Л. Гопман, 1981), «Новые тенденции в английской и американской научной фантастике» (Л. Г. Михайлова, 1981), «Философская фантастика в современной английской и американской научной фантастике: романы Д. Р. Р. Толкина, У. Голдинга и К. Уилсона 50—60-х годов» (С. Л. Кошелева, 1983), «Чешская фантастическая проза 70—80-х годов XX века» (И. А. Герчикова, 1987), «Волшебно-сказочные корни научной фантастики» (Е. М. Неёлов, 1988). В 1974 году вышло исследование Т. А. Чернышёвой «Природа фантастики» (1984), где наиболее чётко по сравнению с другими фантастоведческими работами отразился структурный подход. В этой монографии, как и в монографии Неёлова «Волшебно-сказочные корни научной фантастики», впервые в советском литературоведении совершена успешная попытка выявить генезис фантастического и НФ в общелитературном и историческом контексте.
В 1980-е годы вышел цикл очерков о малоизвестных страницах отечественной и зарубежной научной фантастики «В поисках завтрашнего дня» (1981) В. И. Бугрова, очерк А. Н. Осипова о НФ в творчестве писателей-сибиряков «Миры на ладонях» (1988). В 1970—1980-е годы также начали публиковаться будущие ведущие критики фантастики: Всеволод Ревич (дебютная статья — «Время, вперёд! Время, назад!», 1974), Вл. Гаков (дебютная книга — «Виток спирали. Зарубежная научная фантастика 60–70-х годов», 1980), Роман Арбитман (дебютная статья — «Сквозь призму грядущего», 1985).
К 1980-м годам в ряде периодических изданий публиковалась критика и библиография НФ: в «Литературном обозрении», «Иностранной литературе», «В мире книг», «Книжном обозрении», «Детской литературе». Академические издания («Советская библиография», «Вопросы литературы») тоже проявляли интерес к НФ-тематике. В журнале «Уральский следопыт» ещё с конца 1960-х имелась постоянная рубрика «Мой друг фантастика», где печатались и художественные произведения, и критические, историографические, библиографические работы.
Первые попытки создать учебные пособия об НФ для средних школ и высших учебных заведений относятся к 1980-м годам; авторами этих пособий являются Г. И. Гуревич («Беседы о научной фантастике: книга для учащихся») и А. Н. Осипов («Основы фантастоведения»).
Во второй половине 1980-х критика фантастики публиковалась в том числе на страницах фэнзинов — самодеятельных малотиражных журналов. Именно на страницах фэнзинов дебютировали Сергей Бережной, Владимир Борисов, Андрей Чертков, Сергей Переслегин и другие будущие известные критики.
В уральских сборниках «Поиск» в 1983 году напечатано фундаментальное библиографическое исследование В. И. Бугрова и И. Г. Халымбаджи «Фантастика в русской дореволюционной литературе», а в 1986, 1989 и 1992 годах — библиографическое исследование тех же авторов «Довоенная советская фантастика». В 1990 вышла единственная на тот момент в СССР капитальная библиографоведческая работа о фантастике — «Библиография фантастики: Опыт историко-аналитической и методико-теоретической характеристики» А. Осипова, которая, однако, была не замечена специалистами.

### Постсоветский период
В 1990-е годы в России и других странах бывшего СССР появилось более пятидесяти журналов фантастики (большинство из которых закрылось после публикации двух-трёх номеров). В этих изданиях публиковались рецензии, аналитические статьи, обзоры, биографические очерки. Многие фантастические книги выходили с предисловиями, авторами которых были Вл. Гаков, С. Переслегин, А. Балабуха и др. Что касается отдельных изданий, то в 1990-е годы главным форматом для фантастоведения явились сборники: «Живём только дважды» (1991) и «Участь Кассандры» (1993) Р. Арбитмана, сборник аналитических статей С. Переслегина «Око тайфуна», «Перекрёсток утопий» В. Ревича (попытка охватить историю всей советской фантастики; на «Перекрёсток утопий» ссылаются исследователи и журналисты как на один из главных источников по теме). В 1995 году опубликована «Энциклопедия фантастики» под редакцией Вл. Гакова, капитальный том объёмом почти 700 страниц, включивший 1300 биографических статей, выход которого стал событием, а в 2001 году — биобиблиографический справочник Евгения Харитонова «Наука о фантастическом», в который вошли развёрнутые справки о нескольких десятках критиков и литературоведов. Структурный подход в фантастоведении получил влияние благодаря работе Е. Н. Ковтун «Поэтика необычайного» (1999).

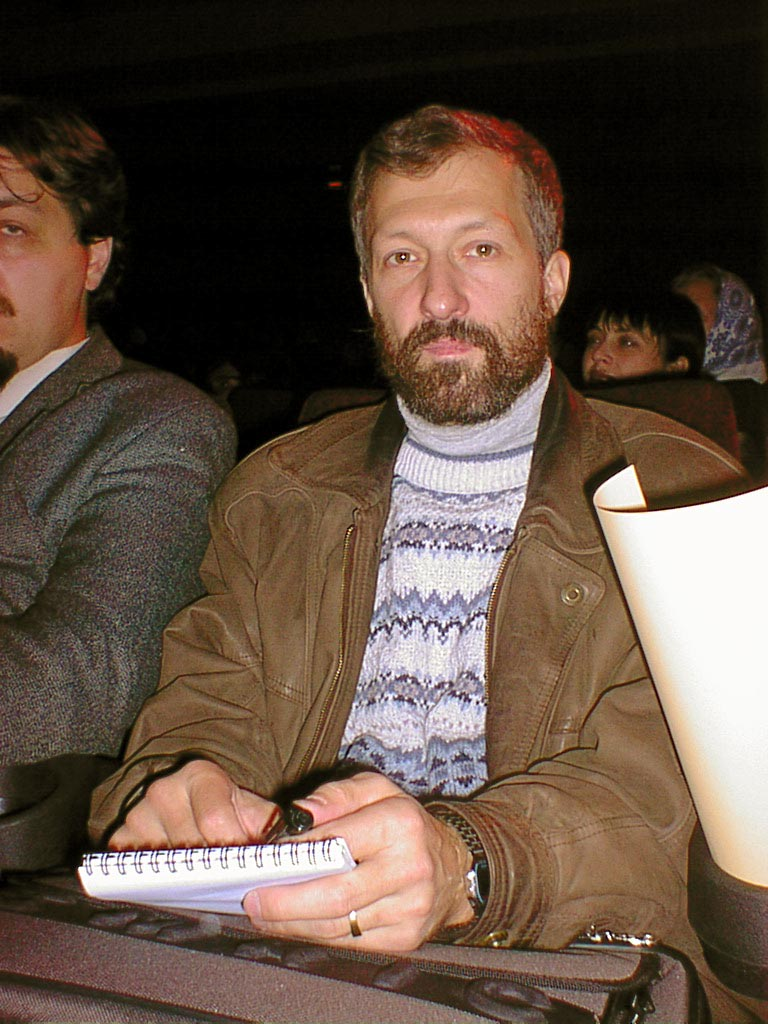
Ант Скаландис (Антон Молчанов), автор биографии Стругацких

До 1990-х годов фантастоведение в значительной мере было маргинальным явлением, однако в это десятилетие ситуация начинает меняться. В российских вузах преподают спецкурсы о разных аспектах фантастического творчества. Изучение фантастических произведений предусмотрено не только в университетской, но и в школьной программе. Получила развитие образовательная литература по этой дисциплине: учебники, пособия и хрестоматии для студентов, изучающих НФ в университетах и колледжах, а также учебные пособия, благодаря которым получают необходимые исторические и теоретические знания, касающиеся феномена НФ, сами преподаватели фантастоведения. В течение 2000—2010-е годов в России и странах бывшего СССР были защищены сотни кандидатских и десятки докторских диссертаций по филологии, философии и культурологии, посвящённые фантастике и писателям-фантастам. В числе вышедших монографий — «Философия и психология фантастики» Константина Фрумкина, «Русская фантастика: нерешённые проблемы» Евгения Неёлова и Анны Струковой.
В 2000—2010-е годы критика, публицистика и литературоведение, посвящённые фантастике, переживают расцвет. Были опубликованы десятки биографий: две развёрнутые биографии Стругацких (Ант Скаландис, 2008; Геннадий Прашкевич и Дмитрий Володихин в соавторстве, 2011), биографии Дж. Р. Р. Толкина (Сергей Алексеев, 2012; Прашкевич в соавторстве с Сергеем Соловьёвым, 2015), Дж. Оруэлла (Юрий Фельштинский и Георгий Чернявский, 2014; Мария Карп, 2017; Вячеслав Недошивин, 2018). Выпущены книги о Лавкрафте (Глеб Елисеев, 2013), Э. По (Андрей Танасейчук, 2015), Р. Брэдбери (Прашкевич, 2014), В. Крапивине (Андрей Щупов, 2017), С. Леме (Прашкевич и Владимир Борисов, 2015), А. Балабухе (Михаил Шавшин, 2018), Г. Прашкевиче (Александр Етоев и Владимир Ларионов, 2011), «Триумвират: Творческие биографии писателей Генри Лайона Олди, Андрея Валентинова, Марины и Сергея Дяченко» (Юлия Андреева, 2013).
В те же годы на страницах толстых литературных журналов («Нева», «Октябрь», «Новый мир», «Новое литературное обозрение») публикуются развёрнутые рецензии на фантастические произведения, а также аналитические и проблемные статьи, посвящённые фантастике. Статьи о фантастике печатаются и в «книжных» интернет-изданиях, от «Горького» до «Года литературы». Профильные журналы и альманахи («Если», «Мир фантастики», «Полдень, XXI век», «FANтастика», «Реальность фантастики») являлись площадками для глубоких, написанных со знанием фактуры статей Сергея Бережного, Романа Арбитмана, Михаила Назаренко, Владимира Пузия, Николая Караева, Антона Первушина, Сергея Шикарёва, Константина Фрумкина.